# Bulbophyllum cuspidipetalum
Bulbophyllum cuspidipetalum är en orkidéart som beskrevs av Johannes Jacobus Smith. Bulbophyllum cuspidipetalum ingår i släktet Bulbophyllum och familjen orkidéer. Inga underarter finns listade i Catalogue of Life.